# Musée de plein air Vogtsbauernhof
Le Musée de plein air Vogtsbauernhof (Schwarzwälder Freilichtmuseum Vogtsbauernhof) est un écomusée de la Forêt-Noire, situé à Gutach (Schwarzwaldbahn) dans l'arrondissement de l'Ortenau, au Bade-Wurtemberg (Allemagne). Implanté au bord de la Nationale B33, entre Hausach et Gutach, sur une surface de plus de 5 ha, il présente les différentes facettes de la vie rurale en Forêt-Noire au cours des 400 dernières années.

## Histoire

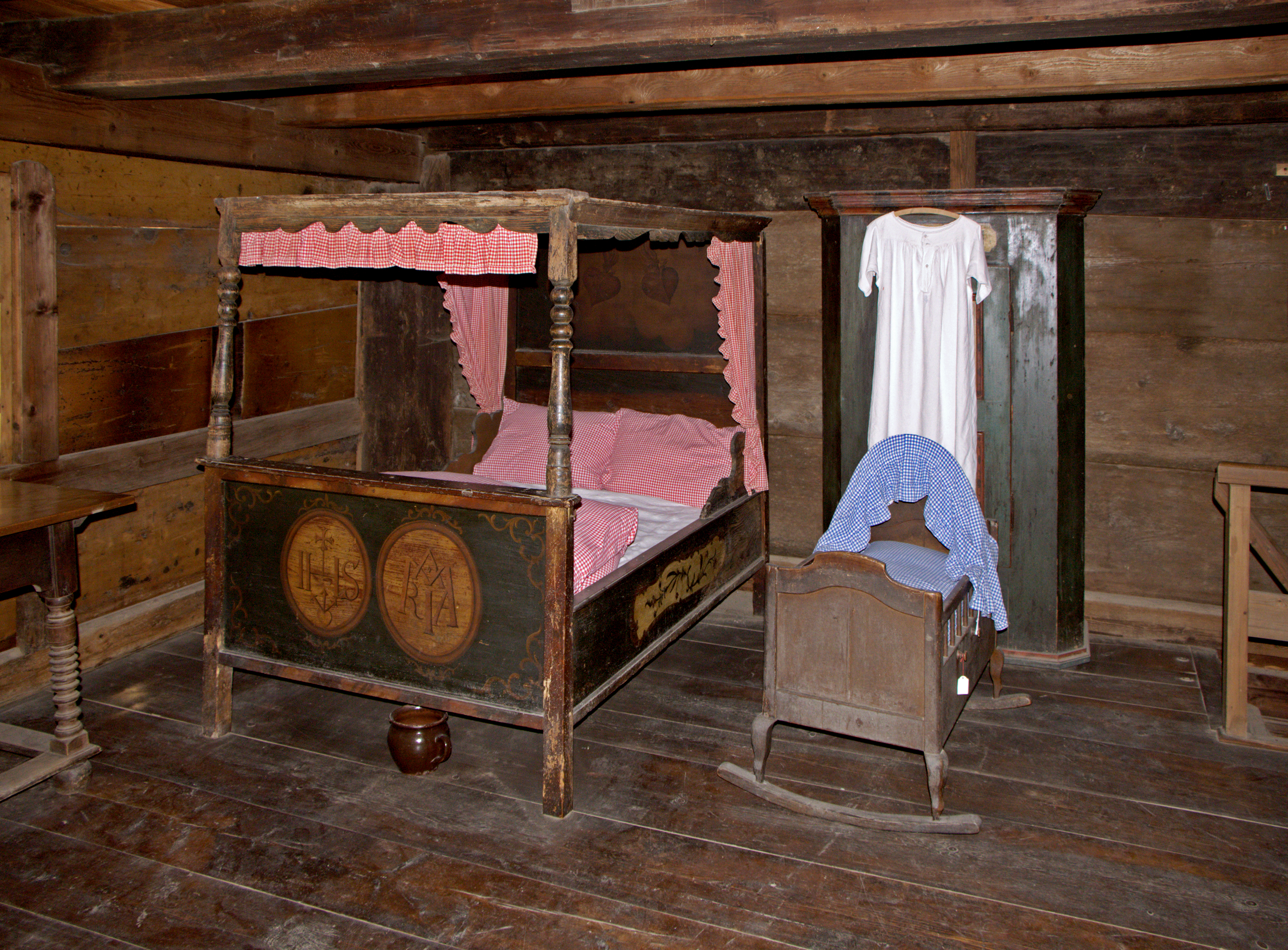
Une chambre traditionnelle.

En 1963 débute la restauration de la ferme Vogtsbauernhof, construite en 1612, aujourd'hui la plus médiatisée et la seule qui soit restée sur son emplacement d'origine. Inaugurée en 1964, elle constitue le premier musée du Bade-Wurtemberg. D'autres fermes s'y ajoutent au fil des années. En 1996 le musée prend le statut d'entreprise communale au sein de l'Ortenaukreis.
Un nouveau bâtiment d’accueil et d’exposition en bois de sapin blanc est inauguré le 6 avril 2006. Il est doté d'une boutique, d'un restaurant et d'une salle d'activités pédagogiques.

## Fréquentation
Le musée est ouvert au public de mars à novembre. En 7 mois il accueille environ 250 000 visiteurs chaque saison. 87 % d'entre eux viennent d'Allemagne, 13 % de l'étranger.

## Collections

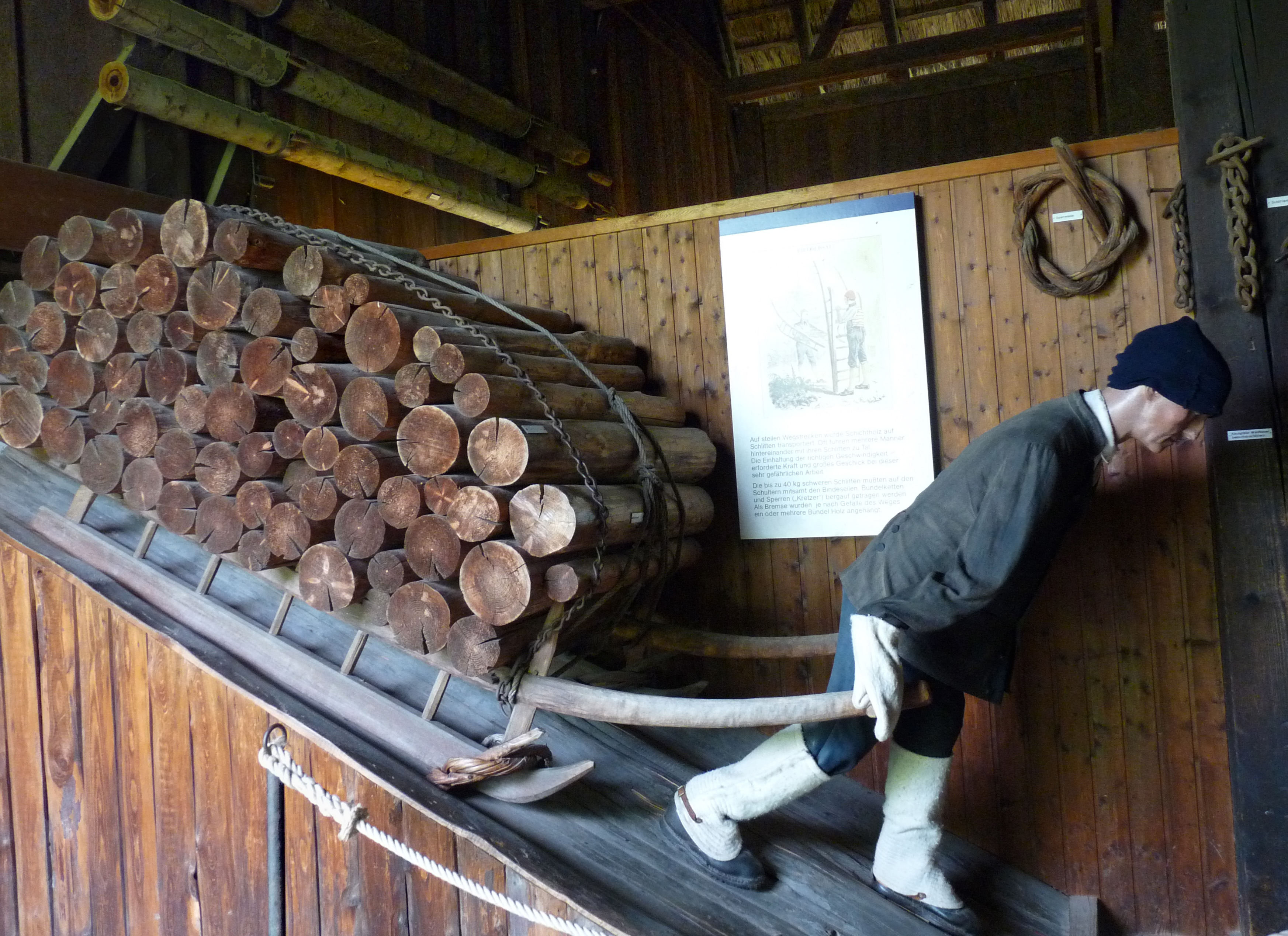
Un schlitteur en action

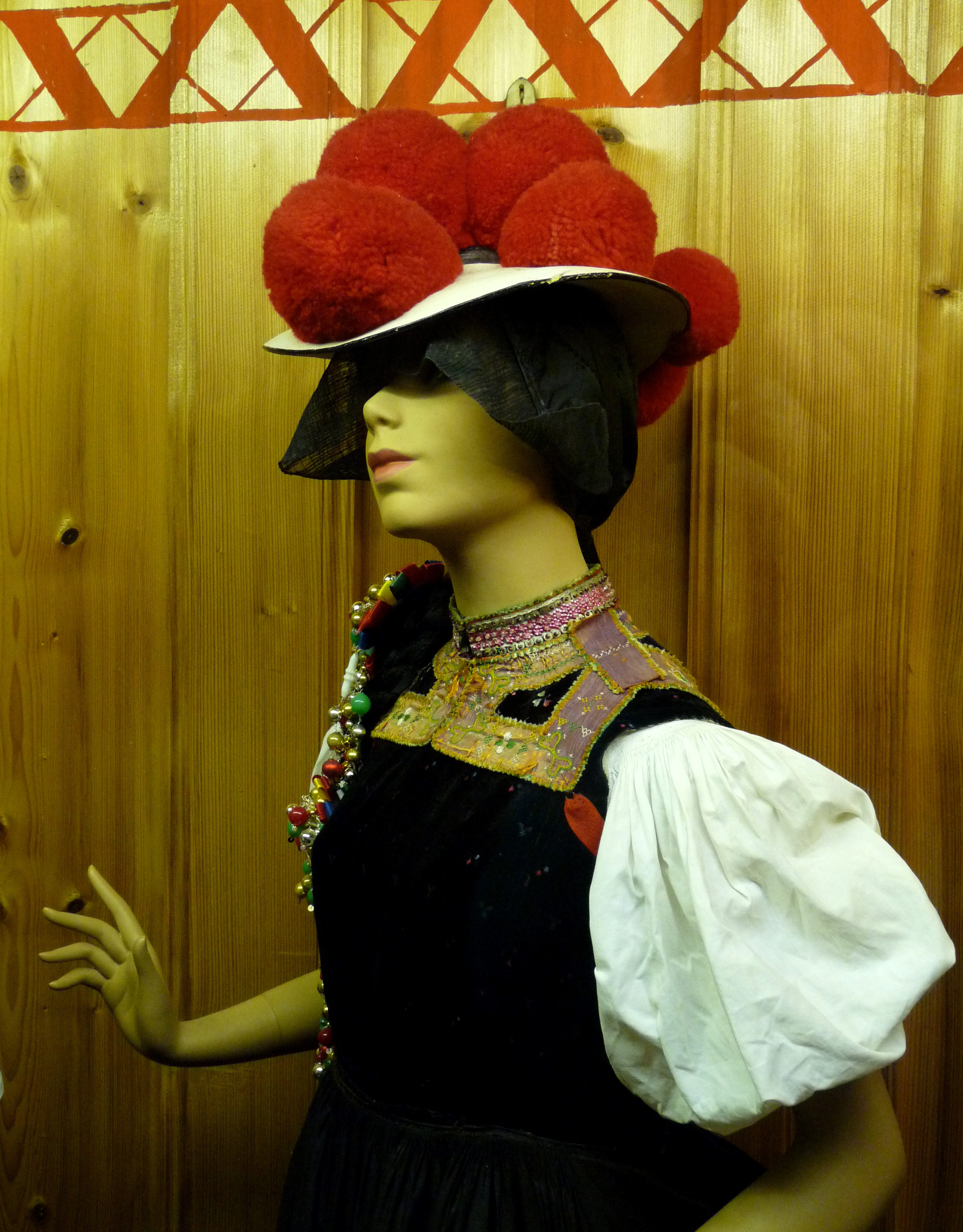
Le Bollenhut caractéristique de la région

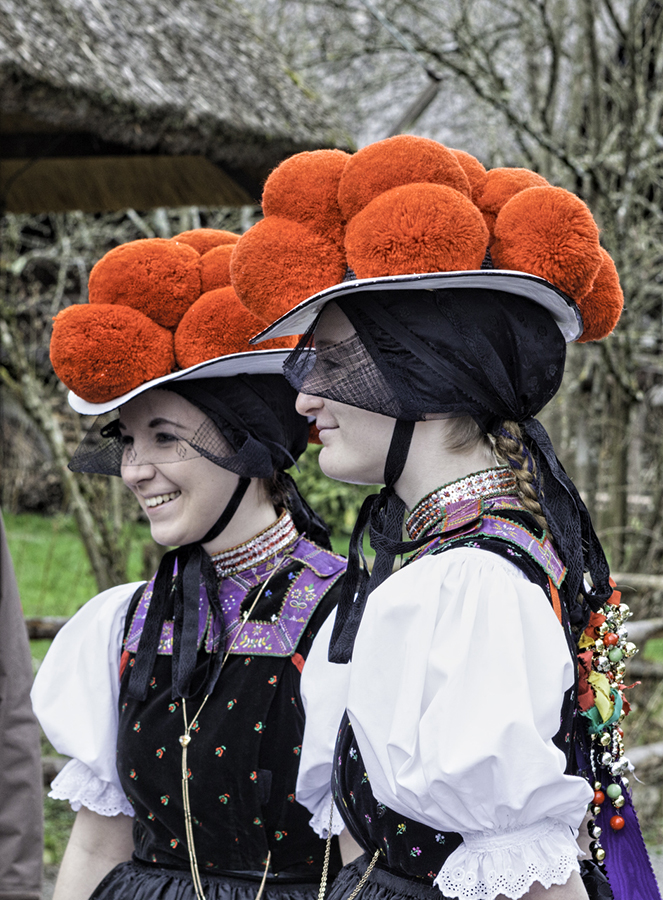
Figurantes portant le dirndl et le bollenhut au musée en plein air de Gutach

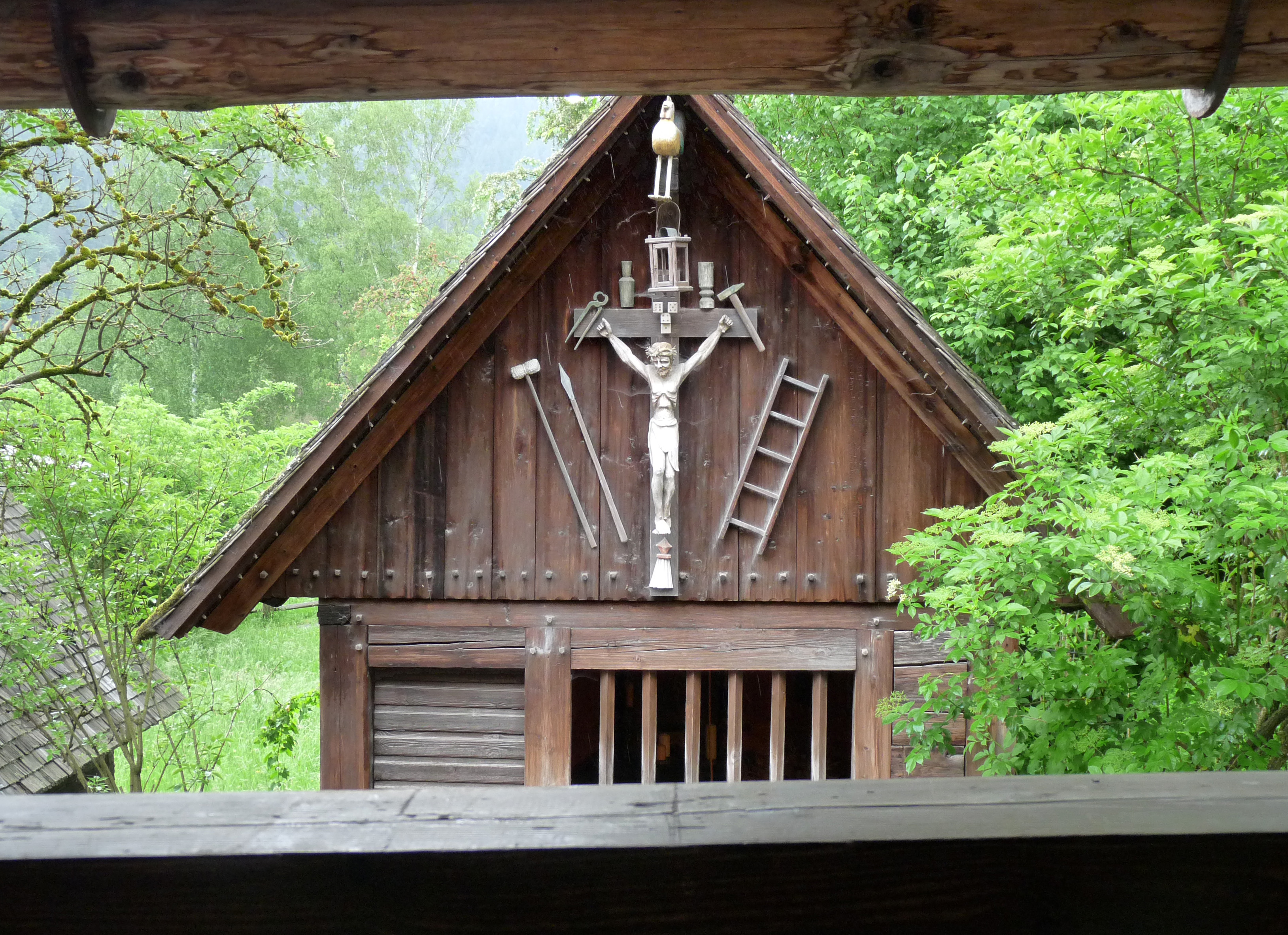
Chapelle de 1737

Dans un cadre champêtre, le musée réunit six grandes fermes monobloc entièrement aménagées. Construite en 1599 à Furtwangen-Katzensteig, la ferme Hippenseppenhof est la plus ancienne ferme du musée. À ces constructions massives s'ajoutent diverses annexes (greniers, moulin à céréales, scie, rucher, fournil, étuve de corderie, presse à huile), une chapelle de 1737, des bornes, de petits monuments et un élevage d'animaux.
Outre le mobilier propre, chaque bâtisse présente des techniques d'autrefois : horlogerie, travail du bois, tissage, martellerie, broyage du chanvre. Des vitrines mettent en scène les costumes traditionnels, notamment le célèbre chapeau à pompons (Bollenhut), rouges pour les jeunes filles, noirs pour les femmes, et les riches coiffures de mariage.

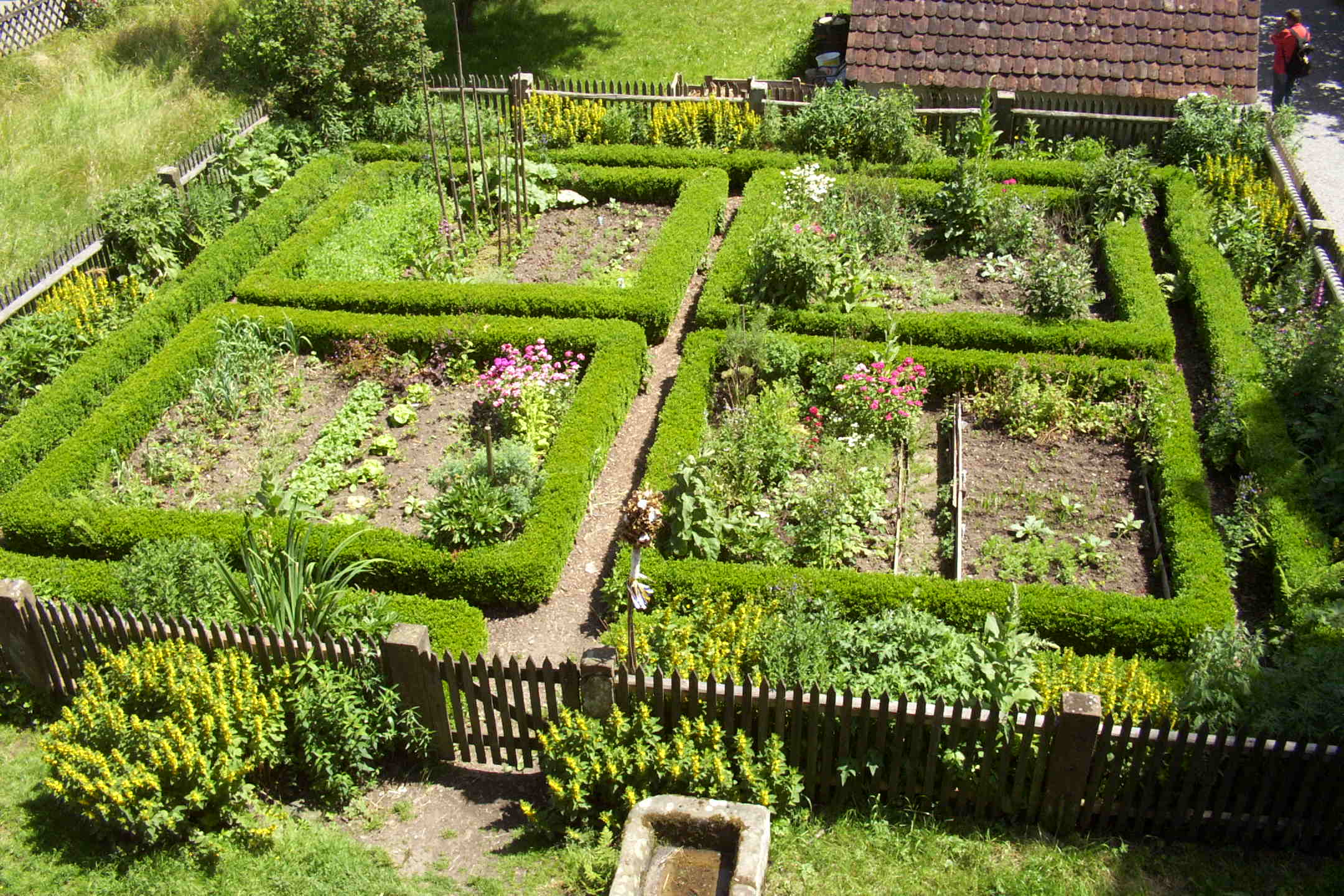
Jardin d'herbes médicinales

À l'arrière de la ferme Vogtsbauernhof, un jardin d'herbes médicinales, subdivisé en sept parcelles dédiées aux différents problèmes médicaux ciblés, réunit plus de 130 herbes différentes. Le musée est également doté d'un jardin de ferme et de champs de démonstration présentant d'anciennes plantes alimentaires et utiles.
Des animations pédagogiques ou ludiques y sont organisées et des mariages y ont parfois lieu.